# 海のルネッサンス
海のルネッサンス（うみのルネッサンス、英: Renaissance of the Sea）は、マイカルの外食子会社マイカルイストがマイカル明石とマイカル小樽で展開していた食のミュージアムである。
この記事ではマイカルイストについても述べる。

## マイカルイスト
マイカルイストは、1993年4月にニチイが100%出資し、設立された外食企業。設立後、カロス、コムスのグループ外食子会社二社の営業権がマイカルイストに移管された。「赤い風船」「北の坂」「サーカス&サーカス」「とら蔵」「おらんく屋」「野とん」「コロコロ亭」「百人一朱」「湖陽樹」「やじきた」などの飲食店を主にマイカル店舗内に展開していた。
この他、フードテーマパークのようなアミューズメント型飲食店の開発にも積極的でマイカルタウンをはじめとした大型店にテーマレストラン「ギャオ」、海のルネッサンス、粋族館などを展開していた。
2001年にマイカル本体破綻に連鎖するかたちで民事再生法を申請。イオン傘下に入った後、2006年にイオン（ジャスコ系）の外食子会社グルメドールと合併し、イオンイーハートになった。

## 沿革
- 1993年 - マイカルイスト設立。[3]
- 1995年 - マイカル桑名3番街にレストラン街「粋族館」開業。[4]
- 1997年 - マイカル明石2番街に「飲食街 海のルネッサンス」開業。
- 1999年 - マイカル小樽5番街に「海鮮市場と飲食街 海のルネッサンス」開業。[5]
- 2001年 - マイカル小樽「海鮮市場と飲食街 海のルネッサンス」閉鎖。
- 2001年 - マイカルイストが民事再生法を申請。
- 2006年 - マイカルイストがグルメドールと合併。イオンイーハートになる。

## マイカル明石
正式名称は「飲食街 海のルネッサンス」
1997年（平成9年）、マイカル明石（現イオン明石ショッピングセンター）の海のルネッサンスは2番街1階に開業。全体が海底をイメージした内装となっており、中心部には海の広場と呼ばれる吹き抜けがあった。現在、壁画以外の装飾の大部分は撤去されている。

## マイカル小樽
正式名称は「海鮮市場と飲食街 海のルネッサンス（FOODS MARKET＆RESTAURANTS Renaissance of the Sea)」
1999年（平成11年）、マイカル小樽（現ウイングベイ小樽）の海のルネッサンスは5番街1階と2階に開業。複数の飲食店、フードテーマパークなどが集まっていた。
マイカル小樽開業時から2001年初め頃まで存在した。跡地は小樽アウトレットタウンWALL。
- ドレミファタウングルメコート（動物たちと音楽がテーマのフードコート）
- 北樽市場（古き良き小樽をイメージした市場）[1]
- 海鮮料理生海屋（海底を模したレストラン）
- ピザハウス北の坂
- ハイカラ横町（古き良き小樽をイメージした飲食街)
- 海鮮中華ギャオブルワリー→ブルワリーレストランお樽家族
- ティー＆ケーキミオバロッコ
- インド料理クリシュナ

2021年現在もハイカラ横町のテナント部分や看板部分に海のルネッサンス時代の内装や装飾が残っている。

## マイカル桑名
マイカル桑名（現イオンモール桑名）には、海のルネッサンスは存在しなかったが、3番街に「粋族館」という似たテーマのレストラン街が存在した。
粋族館は、海底にいるような内装で噴水や水槽などが設置されたフードテーマパークであった。

## 市川妙典サティ
市川妙典サティ（現イオン市川妙典店）には、グルメコートとテーマレストランギャオが存在していた。グルメコートは音符や食べ物を擬人化した装飾が配され、マイカル小樽のドレミファタウングルメコートの小規模版のようなものであった。ギャオはジャングルをテーマにしたレストランであり、マイカルイストのフードテーマパーク路線の代表格である。